# Афеян, Надя
Надя Афеян (болг. Надежда Иванова Афеян, в девичестве Йонкова, 3 мая 1917, Варна, Царство Болгария — 27 сентября 2000, Мельбурн) — болгарская оперная певица, меццо-сопрано. Народная артистка НРБ (1969), лауреат Димитровской премии (1952), каммерзенгерин.

## Биография
Родилась в Варне, в семье с давними культурными традициями: отец был потомственным художником, мать получила хорошее образование, пела и играла на фортепиано. Надя со школьных лет видела себя артисткой, пела и декламировала на гимназических концертах. Попробовать себя в оперном пении 15-летней Наде посоветовал певец Пётр Райчев. Вскоре семья переехала в Софию. Надя прошла конкурс и была принята в Национальную музыкальную академию, но учиться не стала, взяла несколько уроков пения у известной певицы Анны Тодоровой и в сезоне 1936/37 поступила хористкой в оперу. Училась актёрскому мастерству в студии Народного театра Н. О. Массалитинова и вокалу у Тани Цоковой. В театре получала небольшие роли.
Вышла замуж за драматического актёра Ивана Кирчева и родила дочь. В 1942 году супруги с ребёнком уехали в Берлин, где Надя продолжила музыкальное образование в консерватории. В 1943 году семья перебралась в Вену, здесь Афиян училась в актёрской школе при Бургтеатре. В 1945 году в бомбёжке погибли муж и дочь, чудом спасшаяся Надя приняла решение вернуться в Болгарию. В Софии служила в оперетте «Одеон» и брала уроки вокала у Кати Спиридоновой.
В 1947 году зачислена в штат Софийской оперы. Дебютировала 3 мая 1948 в роли Ефросины в новой опере Любомира Пипкова Момчил.
В течение 12 сезонов с 1960 по 1972 год совмещала выступления в Софии с еженедельными спектаклями в Берлинской государственной опере, пела преимущественно Верди и Вагнера. Неоднократно гастролировала в СССР, Польше, Чехословакии, Швеции, Норвегии, Дании, Греции, Китае. Выходила на сцену Ковент-Гардена в роли Амнерис. Участвовала в фестивале в Висбадене в 1965 году, пела в Неаполе и Барселоне. Участвовала в концертах, исполняя вокально-симфонические произведения и песни.
Покинула сцену, выйдя на пенсию, в 1976 году. Вскоре уехала в Австралию к брату, эмигрировавшему много лет назад. Там с двумя соотечественниками — братом Светославом и певцом Тихомиром Тиховым — основала и на протяжении 20 лет вела еженедельную программу болгарском языке на SBS.
В 1985 году опубликовала книгу воспоминаний «Светлини и сенки» («Свет и тени»).
Умерла после тяжёлой болезни 27 сентября 2000 года в Мельбурне.
Второй муж певицы Бохос Афеян (1924—1969) был оперным режиссёром. Дочь Наталия Афеян — оперная певица и педагог.

## Творческая деятельность
Надя Афеян считалась вердиевской певицей и любила роли в операх Дж. Верди, наполненные драматизмом — Амнерис («Аида»), Азучена («Трубадур»), Ульрика («Бал-маскарад»), Эболи («Дон Карлос»). В Берлине пела в операх Р. Вагнера «Тангейзер», «Лоэнгрин», «Золото Рейна». В её репертуаре были Марина Мнишек и Марфа («Борис Годунов» и «Хованщина» М. П. Мусоргского), Элен Безухова («Война и мир» С. С. Прокофьева), Ваня («Иван Сусанин» М. И. Глинки), Солоха («Черевички» П. И. Чайковского), Гата («Проданная невеста» Б. Сметаны), фрау Райх («Виндзорские проказницы» О. Николаи), Маргарита («Четыре самодура» Э. Вольфа-Феррари), Ефросина («Момчил» Л. Пипкова), Елена («Июльская ночь» П. Хаджиева) и другие. Роль царицы Марии в опере «Ивайло» композитор М. Големинов написал специально для Нади Афеян. В небольшой роли Марьи участвовала в болгарской премьере оперы К. Молчанова «Зори здесь тихие» в сезоне 1975/76, эта роль стала последней перед уходом Афеян с оперной сцены.
Афеян отличалась необыкновенно сильным, красивым и гибким голосом, отличной дикцией и ярким драматическим дарованием.

## Награды
- Димитровская премия (1952);
- Премия Союза болгарских композиторов (1954)[4];
- Орден «Кирилл и Мефодий» 1 степени (1959)[4];
- Звание «Каммерзенгерин»;
- Почётное звание «Народная артистка НРБ» (1969).